# Феролето Антико
Феролѐто Антѝко (на италиански: Feroleto Antico, на местен диалект Herulìtu, Ерулиту) е село и община в Южна Италия, провинция Катандзаро, регион Калабрия. Разположено е на 280 m надморска височина. Населението на общината е 2109 души (към 2012 г.).